# Herbert J. Taylor
Herbert J.Taylor (18 de abril de 1893 –  1 de maio de 1978) foi um empresário e rotariano norte-americano, nasceu na cidade de Pickford Township, no condado de Chippewa, estado de Michigan.

## História
O seu primeiro emprego foi como mensageiro e depois operador de telégrafo na West Union Telegraph, enquanto estudava na cidade de Sault Sainte Marie.
Concluiu os seus estudos universitários na Northwestern University em 1917. Assim que formado foi trabalhar na Associação Cristã de Moços na França. Iniciada a Primeira Guerra Mundial, ele se alistou na Marinha Americana, tendo atuado na área de logística e suprimentos.
Quando de seu retorno, trabalhou em diversas empresas, obtendo sucesso em todas elas, quando finalmente assumiu a presidência da Club Aluminum Company. A Companhia estava em estado pré-falimentar. O seu comprometimento com o quadro de funcionários, a sua postura ética e a adoção da prova quádrupla nos negócios levou a recuperação Empresa.
Foi casado com Gloria Forbrich, vindo a falecer em 1978.

## Vida comunitária
Durante toda a sua vida teve uma atuação comunitária ativa na Igreja Metodista, na Câmara do Comércio, Escotismo, Associação Cristã de Moços (ACM) e Rotary International.
O seu espírito empreendedor foi reconhecido pela 'American National Business Hall of Fame'.
Em 2002, o Rotary International, Distrito 6290, e a The Christian Workers Foundation inauguraram uma estatua em sua homenagem na cidade de Sault Sainte Marie.